# Brunhilde Peak
Brunhilde Peak är en bergstopp i Antarktis. Den ligger i Östantarktis. Nya Zeeland gör anspråk på området. Toppen på Brunhilde Peak är 1 996 meter över havet, eller 323 meter över den omgivande terrängen. Bredden vid basen är 5,4 km.
Terrängen runt Brunhilde Peak är bergig åt nordväst, men åt sydost är den kuperad. Trakten är obefolkad. Det finns inga samhällen i närheten. 